# Fess Parker
Fess Elisha Parker (Fort Worth, 16 agosto 1924 – Santa Ynez, 18 marzo 2010) è stato un attore statunitense.
È noto principalmente per due interpretazioni sul piccolo schermo, una nel ruolo di Davy Crockett nella serie televisiva Disneyland (1955-1956), e l'altra nei panni di Daniel Boone nella serie televisiva omonima, di cui girò 165 episodi dal 1964 al 1970. 

## Filmografia

### Cinema
- Harvey, regia di Henry Koster (1950) (non accreditato)
- Non c'è posto per lo sposo (No Room for the Groom), regia di Douglas Sirk (1952) (non accreditato)
- La frontiera indomita (Untamed Frontier), regia di Hugo Fregonese (1952)
- La maschera di fango (Springfield Rifle), regia di André De Toth (1952) (non accreditato)
- Portami in città (Take Me to Town), regia di Douglas Sirk (1953) (non accreditato)
- The Kid from Left Field, regia di Harmon Jones (1953)
- L'isola nel cielo (Island in the Sky), regia di William A. Wellman (1953) (non accreditato)
- Per la vecchia bandiera (Thunder Over the Plains), regia di André De Toth (1953)
- I dragoni dell'aria (Dragonfly Squadron), regia di Lesley Selander (1954)
- Assalto alla terra (Them!), regia di Gordon Douglas (1954)
- Cacciatori di frontiera (The Bounty Hunter), regia di André De Toth (1954) (non accreditato)
- Prima dell'uragano (Battle Cry), regia di Raoul Walsh (1955)
- Le 22 spie dell'Unione (The Great Locomotive Chase), regia di Francis D. Lyon (1956)
- Carovana verso il West (Westward Ho! The Wagons!), regia di William Beaudine (1956)
- Zanna gialla (Old Yeller), regia di Robert Stevenson (1957)
- Johnny, l'indiano bianco (The Light in the Forest), regia di Herschel Daugherty (1958)
- Il boia (The Hangman), regia di Michael Curtiz (1959)
- Arriva Jesse James (Alias Jesse James), regia di Norman Z. McLeod (1959) (non accreditato)
- I ribelli del Kansas (The Jayhawkers), regia di Melvin Frank (1959)
- L'inferno è per gli eroi (Hell Is for Heroes), regia di Don Siegel (1962)
- Daniel Boone, l'uomo che domò il Far West (Daniel Boone: Frontier Trail Rider), regia di George Sherman (1966)
- Smoky, regia di George Sherman (1966)

### Televisione
- Dragnet – serie TV, 1 episodio (1954)
- Stories of the Century – serie TV, 1 episodio (1954)
- Annie Oakley – serie TV, 2 episodi (1954)
- La mia piccola Margie (My Little Margie) – serie TV, 1 episodio (1954)
- City Detective – serie TV, 1 episodio (1955)
- Disneyland – serie TV, 7 episodi (1954-1956)
- Playhouse 90 – serie TV, 1 episodio (1958)
- Schlitz Playhouse of Stars – serie TV, 1 episodio (1958)
- General Electric Theater – serie TV, episodio 8x28 (1960)
- Death Valley Days – serie TV, 2 episodi (1954-1962)
- Mr. Smith Goes to Washington – serie TV, 25 episodi (1962-1963)
- L'ora di Hitchcock (The Alfred Hitchcock Hour) – serie TV, 1 episodio (1963)
- Destry – serie TV, 1 episodio (1964)
- La legge di Burke (Burke's Law) – serie TV, episodio 1x27 (1964)
- The Red Skelton Show – serie TV, 1 episodio (1970)
- Daniel Boone – serie TV, 165 episodi (1964-1970)
- Climb an Angry Mountain, regia di Leonard Horn (1972) – film TV
- The Fess Parker Show, regia di Don Weis (1974) – film TV

## Doppiatori italiani
- Giulio Panicali in Le avventure di Davy Crockett, Davy Crockett e i pirati, Carovana verso il West, Le 22 spie dell'Unione
- Romano Malaspina in Daniel Boone
- Nando Gazzolo in I ribelli del Kansas
- Glauco Onorato in L'inferno è per gli eroi
- Bruno Persa in Assalto alla terra
- Giuseppe Rinaldi in Zanna gialla
- Pino Locchi in Il boia, Daniel Boone l'uomo che domò il Far West